# Vertrag von Nizza
Der Vertrag von Nizza ist ein Vertrag zur Änderung des Vertrags über die Europäische Union und der Verträge zur Gründung der Europäischen Gemeinschaften, also des EG-Vertrags, des EURATOM-Vertrags und des bei der Unterzeichnung noch in Kraft befindlichen EGKS-Vertrags, sowie einiger damit zusammenhängender Rechtsakte. Als wichtigste Änderung galt, dass in vielen Bereichen Beschlüsse mit qualifizierter Mehrheit statt mit Einstimmigkeit zur Regel wurden.
Der Vertrag wurde von den Staats- und Regierungschefs der Europäischen Union anlässlich ihres Zusammentreffens im Europäischen Rat in Nizza am 11. Dezember 2000 beschlossen und am 26. Februar 2001 unterzeichnet. Er trat am 1. Februar 2003 in Kraft.
Da der EGKS-Vertrag bereits am 23. Juli 2002 ausgelaufen war, waren mit Ausnahme des Protokolls über die finanziellen Folgen des Ablaufs des EGKS-Vertrags und über den Forschungsfonds für Kohle und Stahl alle durch den Vertrag von Nizza vorgesehenen Änderungen des EGKS-Vertrags gegenstandslos. Bemerkenswert ist die dem Vertrag von Nizza beigefügte „Erklärung (Nr. 23) zur Zukunft der Union“, womit bereits in Nizza die nächste Änderung (sog. Post-Nizza-Prozess) eingeleitet wurde, da die „Amsterdam left-overs“ immer noch nicht abgearbeitet waren. Im Rahmen dieser Diskussion sollten folgende vier Fragen behandelt werden: die Abgrenzung der Zuständigkeiten, die Rolle der nationalen Parlamente, die Vereinfachung der Verträge und der Status der außerhalb der Verträge stehende Charta der Grundrechte der Europäischen Union, die am 9. November 2001 erstmals feierlich verkündet wurde, siehe ehemals ABl. EG C 364 vom 18. Dezember 2000.
Der durch den Vertrag von Nizza geschaffene Rechtsstand wurde erst zum 1. Dezember 2009 durch den Vertrag von Lissabon erneut geändert. Zuvor scheiterte im Sommer 2005 der Vertrag über eine Verfassung für Europa, welcher alle früheren Gründungs- und Revisionsverträge und somit auch den Vertrag von Nizza aufheben sollte (Art. IV-437 EU-VV).
| Land                   | Einwohner (Mio.) | Stimmen | Vergleich |
| ---------------------- | ---------------- | ------- | --------- |
| Deutschland            | 82,5             | 29      | 33,0      |
| Frankreich             | 62,5             | 29      | 28,7      |
| Vereinigtes Königreich | 59,4             | 29      | 28,0      |
| Italien                | 57,7             | 29      | 27,6      |
| Spanien                | 39,4             | 27      | 22,8      |
| Polen                  | 38,6             | 27      | 22,6      |
| Rumänien               | 21,7             | 14      | 16,9      |
| Niederlande            | 15,8             | 13      | 14,4      |
| Griechenland           | 10,6             | 12      | 11,8      |
| Tschechien             | 10,3             | 12      | 11,7      |
| Belgien                | 10,2             | 12      | 11,6      |
| Ungarn                 | 10,0             | 12      | 11,5      |
| Portugal               | 9,9              | 12      | 11,4      |
| Schweden               | 8,9              | 10      | 10,8      |
| Österreich             | 8,1              | 10      | 10,3      |
| Bulgarien              | 7,3              | 10      | 9,8       |
| Slowakei               | 5,4              | 7       | 8,5       |
| Dänemark               | 5,3              | 7       | 8,4       |
| Finnland               | 5,2              | 7       | 8,3       |
| Litauen                | 3,7              | 7       | 7,0       |
| Irland                 | 3,7              | 7       | 7,0       |
| Lettland               | 2,4              | 4       | 5,6       |
| Slowenien              | 2,0              | 4       | 5,1       |
| Estland                | 1,4              | 4       | 4,3       |
| Zypern                 | 0,8              | 4       | 3,3       |
| Luxemburg              | 0,4              | 4       | 2,3       |
| Malta                  | 0,4              | 3       | 2,3       |
| EU                     | 483,6            | 345     | 345,0     |

## Geschichte und Details
Die Zusammensetzung und Funktionsweise der Organe der Europäischen Gemeinschaften war seit 1957 bis in die 1990er Jahre wenig verändert worden, obwohl sich die Zahl der Mitgliedstaaten von ursprünglich 6 auf 15 erhöht hatte und die Europäische Union durch den Vertrag von Maastricht 1992 deutlich mehr Aufgaben wahrnahm als zu Beginn der Integration.
Ende der 1990er Jahre war wegen der geplanten Osterweiterung der Europäischen Union von einer Zunahme der Zahl der Mitgliedstaaten von 15 auf bis zu 27, also auf annähernd das Doppelte, auszugehen. Dies hätte ohne Reform den institutionellen Rahmen der Union gesprengt und ihre Handlungsfähigkeit gefährdet: In einer Union der 27 hätte die Europäische Kommission nach den in Maastricht verabschiedeten Regeln 33 Mitglieder gehabt und die Zahl der Mitglieder des Europäischen Parlaments wäre auf mehr als 800 gestiegen. Besonders die Beibehaltung des Prinzips der Einstimmigkeit der Beschlüsse im Rat hätte bei 27 Mitgliedern kaum noch Entscheidungen zugelassen.
Bereits der Vertrag von Amsterdam 1997 hätte die Europäische Union „fit“ für die Erweiterung machen sollen, doch die Mitgliedstaaten konnten sich damals nicht auf alle notwendigen institutionellen Reformen einigen. Amsterdam brachte zwar eine Stärkung des Europäischen Parlaments sowie eine Verkleinerung auf 700 Sitze nach der Osterweiterung. Zudem sollte sich die Kommission nach der ersten Erweiterung nur noch durch einen EU-Kommissar pro Mitgliedsland konstituieren. Auch wurde eine leichte Erweiterung der Bereiche, in denen im Rat Mehrheitsentscheide möglich sein sollten, beschlossen. Dennoch waren die Reformen nicht ausreichend, insbesondere im Fall der Größe und Zusammensetzung der Kommission, die auch nach Amsterdam durch eine Erweiterung mit 12 Staaten auf 27 Mitglieder ansteigen würde und stärker mit Effizienzproblemen zu kämpfen hätte. Die erneute Ausweitung der Mehrheitsentscheide musste beschlossen werden sowie die Stimmengewichtung der Mitgliedstaaten im Rat. Zudem sollte auch die Größe des Parlamentes neu verhandelt werden. Die durch diese sogenannten Amsterdam left-overs nötig gewordene Regierungskonferenz zur Reform der Europäischen Verträge begann am 14. Februar 2000 und sollte mit der Tagung des Europäischen Rates vom 7. bis 9. Dezember 2000 in Nizza zum Abschluss kommen. Die Frage der zukünftigen Stimmenverteilung im Rat blieb bis zu dieser Tagung offen. Nach teilweise zähen Verhandlungen besonders um diese Stimmengewichtung (Belgien, das eine Stimme weniger [12] als der Nachbar Niederlande [13] erhielt, konnte zum Beispiel nur durch das Zugeständnis der Erklärung Nr. 22 zum Tagungsort des Europäischen Rates: „Ab dem Jahr 2002 findet eine Tagung des Europäischen Rates unter jedem Vorsitz in Brüssel statt. Sobald die Union achtzehn Mitglieder zählt, finden alle Tagungen des Europäischen Rates in Brüssel statt.“ zum Einlenken bewogen werden) konnte sich der Rat unter dem Druck der bevorstehenden Erweiterung schließlich einigen. Unterzeichnet wurde der ausgearbeitete Vertrag am 26. Februar 2001, er trat in Kraft am 1. Februar 2003, die Abstimmungsregeln im Rat gelten seit 1. November 2004.
Trotz heftiger Diskussionen blieb es in der Kommissions-Regelung bei den in Amsterdam beschlossenen Bestimmungen. Ab 2005 sollte jeder EU-Mitgliedstaat nur noch ein Mitglied stellen dürfen. Die Zusammensetzung des Europäischen Parlaments wurde hingegen neu geregelt. Durch die Erweiterung der EU auf 27 Mitgliedstaaten sollten als neue Höchstgrenze 732 Sitze bestimmt werden. Die Verkleinerung des Parlamentes sollte dabei insgesamt 91 Sitze umfassen, lediglich Deutschland und Luxemburg sollten ihre Sitze behalten dürfen. Die Befugnisse des Europäischen Parlaments wurden zur Umsetzung der schon länger geforderten Demokratisierung der Union erweitert. Mit Ausnahme bestimmter Bereiche wie der Gemeinsamen Außen- und Sicherheitspolitik oder der Steuer-, Asyl- und Einwanderungspolitik, für die nach wie vor Einstimmigkeit erforderlich war, wurden Ratsentscheidungen nun mit qualifizierter Mehrheit getroffen. Dazu wurden für die einzelnen Staaten Stimmenzahlen festgelegt (siehe Tabelle). Für die qualifizierte Mehrheit waren 232 der 321 Stimmen bzw. nach dem Beitritt von Rumänien und Bulgarien 258 der 345 Stimmen erforderlich, außerdem die Zustimmung von zwei Dritteln der Staaten bzw. bei Beschlüssen, die auf Vorschlag der Kommission zu fassen waren, die Zustimmung einer einfachen Mehrheit der Staaten. Außerdem konnte ein Mitglied verlangen, dass geprüft wurde, ob diese Mehrheit mindestens 62 % der Bevölkerung der EU umfasste; war das nicht der Fall, galt der Beschluss als nicht zustande gekommen.
Die ausgehandelte z. T. recht willkürlich erscheinende Stimmengewichtung für den Rat war in der Folge größter Kritikpunkt am Vertrag von Nizza. In diesem Punkt hat der Europäische Verfassungskonvent die Einführung des Verfahrens der Doppelten Mehrheit vorgeschlagen, was nur gegen großen Widerstand der im Vertrag von Nizza besonders begünstigten Staaten Spanien und Polen gelang. Nach dem Scheitern des Verfassungsvertrags wurde das Prinzip der Doppelten Mehrheit in den Vertrag von Lissabon übernommen und gilt seit 2017 ohne Ausnahmen.
Im Rahmen der Konferenz von Nizza wurde außerdem die Charta der Grundrechte der Europäischen Union proklamiert, die aber erst mit dem Vertrag von Lissabon Rechtsverbindlichkeit erlangte.

## Ratifizierung
In allen Mitgliedstaaten außer Irland wurde der Vertrag durch die nationalen Parlamente bestätigt. Da in Irland die Verfassung nur durch ein Referendum geändert werden konnte und der Vertrag von Nizza die irische wie auch die meisten anderen Verfassungen berührte, fand dort im Mai 2001 eine Volksabstimmung statt. Der Vertrag wurde bei geringer Beteiligung überraschend abgelehnt. Die irische Regierung entschied, am 19. Oktober 2002 noch einmal eine Volksabstimmung abzuhalten, die mit einer umfangreichen Medienkampagne (Fernsehinterviews mit Václav Havel und anderen Prominenten) vorbereitet wurde. Im zweiten Versuch stimmte auch das irische Volk zu.

## Kritik
Die Kommission und das Europäische Parlament waren enttäuscht, dass die Regierungskonferenz viele ihrer Vorschläge zur Reform der institutionellen Struktur oder zur Einführung neuer Gemeinschaftsbefugnisse, wie beispielsweise die Ernennung eines Europäischen Staatsanwalts, nicht angenommen hat. Das Europäische Parlament drohte damit, eine Resolution gegen den Vertrag zu verabschieden. Obwohl es kein formelles Vetorecht hat, drohte das italienische Parlament damit, dass es ohne die Unterstützung des Europäischen Parlaments nicht ratifizieren würde. Letztendlich geschah dies jedoch nicht und das Europäische Parlament billigte den Vertrag.
Viele argumentieren, dass die Pfeilerstruktur, die durch den Vertrag beibehalten wurde, überkompliziert ist, dass die getrennten Verträge zu einem Vertrag zusammengefasst werden sollten, dass die drei (jetzt zwei) getrennten Rechtspersönlichkeiten der Gemeinschaften fusioniert werden sollten, und dass die Europäische Gemeinschaft und die Europäische Union fusioniert werden sollten, wobei die Europäische Union mit Rechtspersönlichkeit ausgestattet sein sollte. Auch die deutschen Regionen forderten eine klarere Trennung der Befugnisse der Union von den Mitgliedstaaten.
Auch im Vertrag von Nizza ging es nicht um die Frage der Aufnahme der Charta der Grundrechte in den Vertrag, die auch der Regierungskonferenz 2004 nach dem Widerstand des Vereinigten Königreichs überlassen wurde.

## Zeitliche Einordnung
| Unterz. In Kraft Vertrag                    | 1948 Brüsseler Pakt                                               | 1951 1952 Paris                                                   | 1954 1955 Pariser Verträge                      | 1957 1958 Rom                                       | 1965 1967 Fusions- vertrag                          | 1986 1987 Einheitliche Europäische Akte | 1992 1993 Maastricht     | 1992 1993 Maastricht          | 1997 1999 Amsterdam           | 2001 2003 Nizza        | 2001 2003 Nizza | 2007 2009 Lissabon |  |  |  |  |  |  |  |  |  |
|                                             |                                                                   |                                                                   |                                                 |                                                     |                                                     |                                         |                          |                               |                               |                        |                 |                    |  |  |  |  |  |  |  |  |  |
| Europäische Gemeinschaften                  | Europäische Gemeinschaften                                        | Drei Säulen der Europäischen Union                                | Drei Säulen der Europäischen Union              | Drei Säulen der Europäischen Union                  | Drei Säulen der Europäischen Union                  | Drei Säulen der Europäischen Union      |                          |                               |                               |                        |                 |                    |  |  |  |  |  |  |  |  |  |
|                                             | Europäische Atomgemeinschaft (Euratom)                            | Europäische Atomgemeinschaft (Euratom)                            | →                                               |                                                     |                                                     |                                         | ←                        |                               |                               |                        |                 |                    |  |  |  |  |  |  |  |  |  |
|                                             |                                                                   |                                                                   | →                                               | Europäische Gemeinschaft für Kohle und Stahl (EGKS) | Europäische Gemeinschaft für Kohle und Stahl (EGKS) | Vertrag 2002 ausgelaufen                | Vertrag 2002 ausgelaufen |                               | Europäische Union (EU)        | Europäische Union (EU) |                 |                    |  |  |  |  |  |  |  |  |  |
|                                             |                                                                   |                                                                   | →                                               | Europäische Wirtschaftsgemeinschaft (EWG)           | Europäische Wirtschaftsgemeinschaft (EWG)           |                                         | ←                        | Europäische Gemeinschaft (EG) | Europäische Gemeinschaft (EG) | Europäische Union (EU) |                 |                    |  |  |  |  |  |  |  |  |  |
|                                             |                                                                   |                                                                   | →                                               | Justiz und Inneres (JI)                             |                                                     |                                         | ←                        | Europäische Gemeinschaft (EG) | Europäische Gemeinschaft (EG) | Europäische Union (EU) |                 |                    |  |  |  |  |  |  |  |  |  |
|                                             | Polizeiliche und justizielle Zusammenarbeit in Strafsachen (PJZS) | Polizeiliche und justizielle Zusammenarbeit in Strafsachen (PJZS) | →                                               | Justiz und Inneres (JI)                             | ←                                                   |                                         |                          |                               |                               | Europäische Union (EU) |                 |                    |  |  |  |  |  |  |  |  |  |
| Europäische Politische Zusammenarbeit (EPZ) | →                                                                 | Gemeinsame Außen- und Sicherheitspolitik (GASP)                   | Gemeinsame Außen- und Sicherheitspolitik (GASP) | Gemeinsame Außen- und Sicherheitspolitik (GASP)     | ←                                                   |                                         |                          |                               |                               | Europäische Union (EU) |                 |                    |  |  |  |  |  |  |  |  |  |
| Westunion (WU)                              | Westunion (WU)                                                    | Westeuropäische Union (WEU)                                       | Westeuropäische Union (WEU)                     | Westeuropäische Union (WEU)                         | Westeuropäische Union (WEU)                         |                                         |                          |                               |                               | Europäische Union (EU) |                 |                    |  |  |  |  |  |  |  |  |  |
| Westunion (WU)                              | Westunion (WU)                                                    | Westeuropäische Union (WEU)                                       | Westeuropäische Union (WEU)                     | Westeuropäische Union (WEU)                         | Westeuropäische Union (WEU)                         | aufgelöst zum 1. Juli 2011              |                          |                               |                               |                        |                 |                    |  |  |  |  |  |  |  |  |  |
|                                             |                                                                   |                                                                   |                                                 |                                                     |                                                     |                                         |                          |                               |                               |                        |                 |                    |  |  |  |  |  |  |  |  |  |